# Rhaphiomidas socorroae
Rhaphiomidas socorroae är en tvåvingeart som beskrevs av Mont A. Cazier 1985. Rhaphiomidas socorroae ingår i släktet Rhaphiomidas och familjen Mydidae. Inga underarter finns listade i Catalogue of Life.